# ヴェルナー・ハース
ヴェルナー・ハース（Werner Haas, 1931年3月3日 – 1976年10月11日）はドイツのピアニスト。20世紀音楽の専門家として著名であり、とりわけフランス印象主義音楽の演奏・録音で名を遺す。日本では、濁音のない「ウェルナー」として一般的に知られている。
シュトゥットガルト出身。シュトゥットガルト音楽院を卒業後、ワルター・ギーゼキングの個人指導を受ける。1950年代にヨーロッパ中でリサイタルを開いて目覚しい成功を収めた後、フィリップス・レーベルと契約を結んだ。ドビュッシーのピアノ曲全集の録音により、1970年にグランプリ・デュ・ディスク賞を受賞。同じく1970年に録音されたラヴェルのピアノ曲全集は、アムステルダム・エジソン賞を授与されている。
ドビュッシーやラヴェルの専門家として名高いが、ほかにもベートーヴェンやショパン、プロコフィエフ、カバレフスキーも得意のレパートリーであった。
1976年10月11日、フランス国内でドライブ中、運転を誤りトラックと正面衝突する自動車事故を起こして急逝。45歳。

## 参考資料
- Cummings, Robert. “Werner Haas Biography”.  Allmusic. 2012年7月31日閲覧。